# Johann Heinrich Alsted
Johann Heinrich Alstedius (Ballersbach, 1588 – Alba Iulia, 9 de novembro de 1638) foi um Filósofo, teólogo protestante e escritor alemão, autor de uma enciclopédia.